# Крицман, Мария Григорьевна
Мария Григорьевна Кри́цман (1905—1971) — советский учёный-биохимик, энзимолог, специалист по азотистому обмену. Доктор биологических наук, профессор. Лауреат Сталинской премии (1941).

## Биография
Окончила Одесский медицинский институт. Работала в Москве в Биохимическом институте Наркомздрава РСФСР, с 1933 года — во Всесоюзном институте экспериментальной медицины.
В 1937 году, будучи аспиранткой академика А. Е. Браунштейна, открыла реакцию переаминирования в организме — обратимый перенос аминокислот к кетокислотам. Эта реакция играет важнейшую роль в обмене азотистых соединений в тканях животных, растений, в микроорганизмах.
Профессор по специальности «биохимия» (1939).
В 1945 году организовала и возглавила лабораторию ферментов в Институте биологической и медицинской химии АМН СССР.
С 1951 года заведующая лабораторией биохимии Института кардиологии имени А. Л. Мясникова АМН СССР.
Умерла 22 мая 1971 года после длительной болезни. Похоронена в колумбарии Новодевичьего кладбища.

## Труды
- Пути синтеза белка [Текст] / А. С. Коникова, М. Г. Крицман. — Москва : Медицина, 1965. — 358 с. : ил.;
- Индукция ферментов в норме и патологии [Текст] / М. Г. Крицман, А. С. Коникова. — М. : Медицина, 1968. — 315 с
- A. E. Браунштейн, M. Г. Крицман. Биохимия, 8, 1 (1943).

## Награды и премии
- Сталинская премия II степени (13 марта 1941) — за научную работу «Образование и распад аминокислот путём интермолекулярного переноса аминогруппы» (1937—1940)